# 1102 Pepita
1102 Pepita este un asteroid din centura principală, descoperit pe 5 noiembrie 1928, de Josep Comas Solá.